# مسجد شيغوان

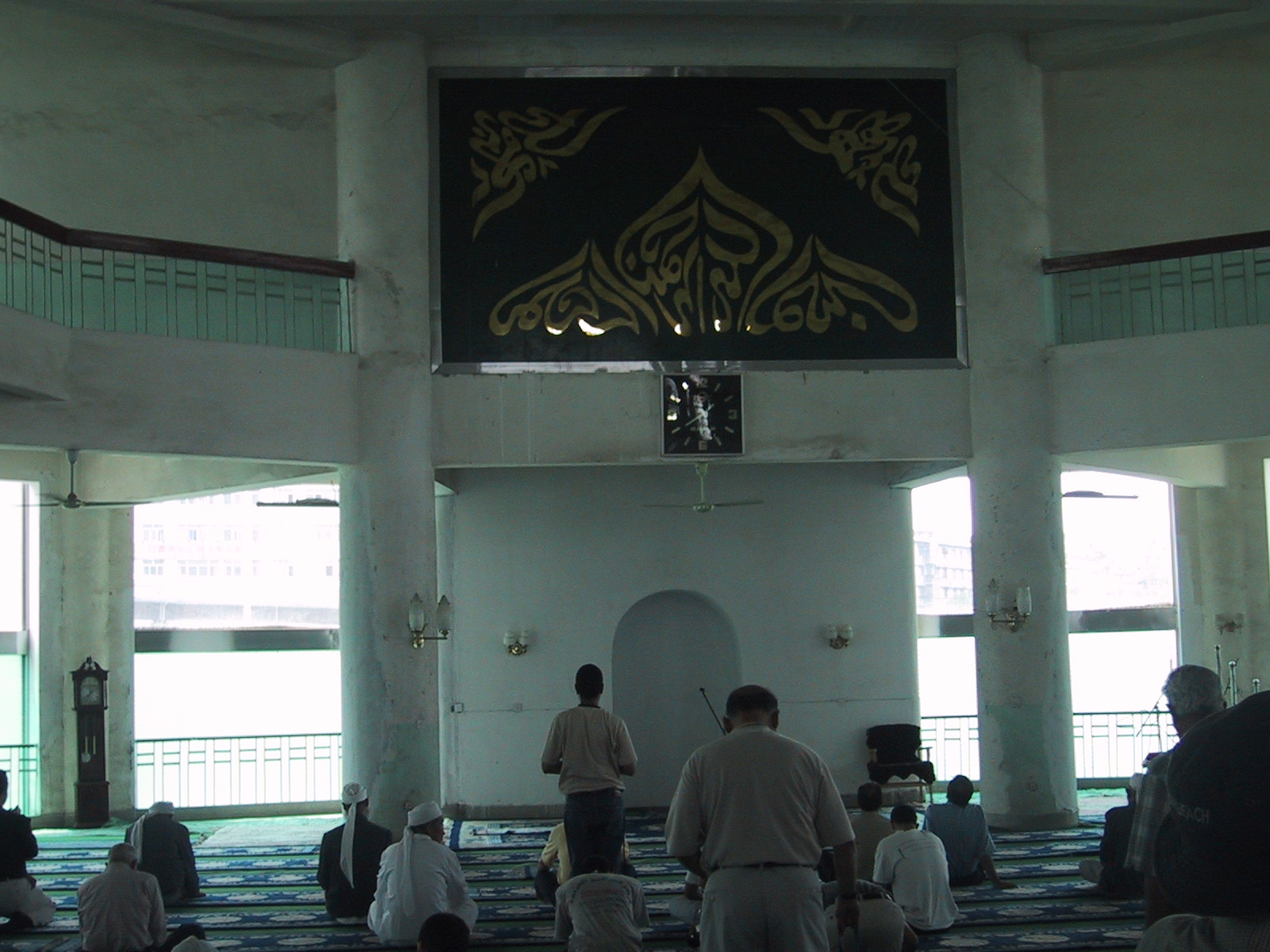
قاعة الصلاة

مسجد شيغوان (بالصينية 西关清真寺: بالبينيين Xīguān Qīngzhēnsì)، يقع مسجد ساي غوان في مدينة لانتشو التابعة لمقاطعة قانسو في الصين.

## التاريخ
تم بناء المسجد خلال حكم الإمبراطور وانلي من سلالة مينغ. وخلال عهد أسرة تشينغ خضع المسجد لأعادة بناء مرتين، وأعيد بناء المسجد في عام 1990 ليستقر لماهو عليه إلى وقتنا الحاضر.

## العمارة
نمط بناء المسجد على الطراز الإسلامي العربي، في حين أن قاعة الصلاة تجمع مابين الطراز الصيني القديم والطراز العربي، يغطي المسجد مساحة 467 م ² مع قاعة الصلاة التي تمتد على مدى 141 م².